# Tomáš Kaberle
Tomáš Kaberle (Rakovník, 2 marzo 1978) è un ex hockeista su ghiaccio ceco, di ruolo difensore.
È figlio di František Kaberle senior e fratello di František Kaberle junior.

## Palmarès

### Club
Stanley Cup: 1
Boston Bruins: 2011

### Nazionale

#### Olimpiadi
- Torino 2006

#### Mondiali
- Austria 2005
- Lettonia 2006

### Individuali
- Giocatore dell'anno dell'Extraliga ceca: 1

2004-2005
- Miglior difensore dell'Extraliga ceca: 1

2004-2005
- NHL All-Star Game: 4

2001-2002, 2006-2007, 2007-2008, 2008-2009